# Gedik Ahmed Pacha
Gedik Ahmed Pacha ou Gedik Ahmet Paşa  (mort exécuté le 18 novembre 1482 à Andrinople) fut grand vizir de l'Empire ottoman et commandant de l'armée et de la marine pendant le règne des sultans Mehmed II et Bajazet II. Il s'illustra notamment dans les campagnes ottomanes en Anatolie et en Albanie.

## Biographie
Gedik Ahmed Pacha était un musulman converti originaire d'Albanie. Il aurait été le gendre d'Ishak Pacha.
Il fut nommé beylerbey d'Anatolie vers 1464, puis vizir en 1470.
Conduisant l'armée ottomane, il a vaincu  les Karamanides, la dernière principauté résistant à l'expansion ottomane en Anatolie. Les Karamanides avaient régné sur la plus forte principauté de l'Anatolie pendant presque 200 ans. Ils étaient plus forts que les Ottomans à leurs débuts. Ils ont détenu le sultanat seldjoukide d'Anatolie ainsi que la ville de Konya, l'ancienne capitale des Seldjoukides de Roum.
En ce sens, la victoire de Gedik Ahmed Pacha contre les Karamanides en 1471, la conquête de leur territoire ainsi que de la région côtière de la Méditerranée autour de Ermenek, Mennan et Silifke, s'est avérée cruciale pour l'avenir de l'État ottoman. 
Il fut nommé grand vizir en remplacement de Mahmud Pacha en 1473.
Gedik Ahmed Pacha fut envoyé en 1475 par le sultan Mehmed II au secours du Khanat de Crimée contre les forces génoises. En Crimée, il conquit Caffa (Théodosie), Soldaïa (Soudak), Cembalo (Balaclava) et d'autres forteresses, ainsi que la principauté de Théodoros (avec sa capitale Mangup) et les régions côtières de Crimée. À la suite de cette campagne, le Khan de Crimée Mengli Giray entra dans la sphère d'influence ottomane. 
Ahmed Pacha fut destitué et emprisonné en 1477 à la suite de désaccords avec le sultan concernant la campagne militaire en Albanie, et remplacé par Karamani Mehmed Pacha. Il fut cependant nommé l'année suivante à la tête de la marine.
En 1479, dans une audacieuse manœuvre, le sultan Mehmed II lui ordonna de diriger la marine ottomane dans la mer Méditerranée dans le cadre de la guerre contre Naples, Rome et Milan. Pendant sa campagne, Gedik Ahmed Pacha conquit les îles de Sainte-Maure (Leucade), de Céphalonie et de Zante Ayant conquis Constantinople en 1453, Mehmed II, se considérait l'héritier de l'Empire romain et pensait conquérir l'Italie romaine et réunir les terres sous sa dynastie. Le but était principalement l'islamisation de la chrétienté. Dans le cadre de ce plan, Gedik Ahmed Pacha a été envoyé avec une force navale imposante vers le talon de la péninsule italienne (Pouilles). 
Après une tentative ratée pour la conquête de Rhodes (tenue par les Chevaliers de St-Jean), il prend le port d'Otrante en 1480. La population a été massacrée et martyrisée. Mais en raison du manque de nourriture, il avait ramené la plupart de ses troupes en Albanie la même année et prévoyait de poursuivre sa campagne en 1481. 
Mais la mort de Mehmed II empêcha la suite de la campagne. Il soutint Bajazet II contre son frère Cem dans la lutte à la succession du sultan, en pensant obtenir son appui. Mais Bajazet II n'avait pas totalement confiance en Gedik Ahmed Pacha et le rappela à Constantinople. Lors d'une réception donnée au palais d'Edirne (en) à l'automne 1482, il fut étranglé à mort devant les invités.  
En 2006, un descendant de sa lignée (Gedik Cihan) décida de lui rendre hommage en publiant un récit intitulé Gedik Pacha aux éditions Yakamoz Yayinevi.

## Source
- (en) Cet article est partiellement ou en totalité issu de l’article de Wikipédia en anglais intitulé « Gedik Ahmed Pasha » (voir la liste des auteurs).